# 호드리구 타데이
호드리구 페한트 타데이(포르투갈어: Rodrigo Ferrante Taddei, 1980년 3월 6일 ~ )는 브라질의 전 축구 선수로서, 현역 시절 포지션은 풀백 및 윙어였다. 그는 기본적으로 미드필더 포지션에서 활약했지만 센터백과 골키퍼를 제외한 전 포지션을 소화했던 경험이 있을 정도로 여러 포지션에서 다재다능한 모습을 보였다.

## 축구인 경력

### 선수 경력
2000년 SE 파우메이라스에서 성인 무대에 데뷔한 타데이는 22세의 나이에 이탈리아의 AC 시에나로 이적하였다. 2003년 불의의 교통사고로 심각한 부상을 입었으나 부상을 극복하고 시에나에서 3시즌 간 활약하였으며 계약 기간이 만료된 후 보스만 룰에 의하여 2005년 AS 로마로 이적하였다.
로마로의 이적은 그가 유럽 대항전에서 활약할 수 있는 기회를 주었고, 2006-07 UEFA 챔피언스리그 8강 맨유와의 경기에서 선제골을 기록하여 로마의 승리에 기여하는 활약을 펼쳤다.

## 그 외
2003년에 당한 교통사고에서 팀 동료 핑가 역시 부상을 입었고 타데이의 동생은 사망하였다.